# لاچرا
لاچرا (به انگلیسی: Lachra) یک شهرک در پاکستان است که در ناحیه دیره اسماعیل خان واقع شده‌است.